# Esterházy Johanna
Galánthai gróf Esterházy Johanna (gyakoribb írásmóddal: Eszterházy, valamint Jeanne, születési neve: Batthyány Johanna Nepomuka Mária Kajetána Walburga Stefánia), (Pozsony, 1794. május 9. – Bécs, 1880. június 8.) magyar hárfás és mecénás.

## Családja
Férje galánthai gróf Esterházy Alajos (1780-1868) alezredes, császári és királyi kamarás, Csesznek vára örökös ura, az Esterházy család grófi szárnyának a tagja volt. 1818. május 20-án házasodtak. Nővére, Batthyány Jozefa (1793-1831) férje bátyjának, Esterházy Ferencnek (1778-1855) volt az első felesége.  A két házaspárnak nem voltak gyermekei.
Apósa, a szabadkőműves gróf Esterházy Nepomuk János, Veszprém vármegye főispánja régiséggyűjtő és Mozart támogatója volt.
1836-ban férje a Magyar Udvari Kancelláriához kérelmet terjesztett elő útlevél kiadásáról Genuaba öt hónapra a maga és felesége számára.

## Életpályája
Hárfatanulmányait kora egyik legnagyobb hárfaművészénél, az angol Elias Parish Alvarsnál folytatta, aki 1836-tól Bécsben élt, s akit 1846-ban udvari Virtuoso címmel tüntettek ki. Esterházy Johanna Parish Alvars legjelentősebb támogatója volt, amiért az hálából 27 hárfás művének ajánlásban szerepeltette. 1842 őszén Chopin is megtisztelte, a Gesz-dúr Impromptujét (Op. 51.) ajánlotta neki.
1849-ben Parish Alvars 41 éves korában elhunyt Bécsben. 1852-ig Liszt Ferenc, Carl Czerny és Anton Rubinstejn pártfogoltja, Dunkl Nepomuk János zongoraművész volt a házi zongoratanára. Ettől az évtől haláláig Bécs Hietzing kerületében, a Villa Schoppban élt, s 1875-ig a Johann Dubez zeneszerző, hárfa- és gitárművész állt a szolgálatában. Mivel Dubez és testvérei, Anna Dubez és Dubez Péter hárfások első tanára szintén Parish Alvars volt, feltehető, hogy tanulmányaikat a nagy mecénás hírében álló Esterházy Johanna támogatta.
Az 1838-as pozsonyi árvíz idején férje 20, ő 50 Ft-tal járult hozzá a rászorulók segélyezéshez. 1847-ben éhínség volt a Felvidéken. A rászorulóknak indított gyűjtés során 1000 Ft-tal járult hozzá a segélyezéshez. (Összehasonlításul: V. Ferdinánd 200 000 Ft-os hitelkeretet nyitott, más főnemes adakozók pedig rendszerint 5-300 Ft-os adományt tettek a rászorulók számára.)
Halála utána a belügyminiszter által kezelt országos alap létesült, amelynek vagyona 1886-ban 278 650 Ft volt. (A lelencházi alap vagyona ugyanebben az évben 219 100 Ft, a Nemzeti Színház alapjáé 122 654 Ft volt.) Az alapítvány éves jelentései szerint még 1922-ben is működött.
Sírhelye, melyet 1857-ben gótikus stílusban építtetett, a hietzingi temetőben található. Férjével és több később odatemetkező rokonával együtt nyugszik itt.

## Emlékezete
Emlékét a 2010-ben alapított HarpPost blog elevenítette fel önálló kutatással és cikksorozattal.

## Fordítás
- Ez a szócikk részben vagy egészben a  Johanna von Esterházy című német Wikipédia-szócikk ezen változatának fordításán alapul.  Az eredeti cikk szerkesztőit annak laptörténete sorolja fel. Ez a jelzés csupán a megfogalmazás eredetét és a szerzői jogokat jelzi, nem szolgál a cikkben szereplő információk forrásmegjelöléseként.